# Michael Bolton
Michael Bolton (eredeti neve: Michael Bolotin) (New Haven, Connecticut, 1953. február 26. –) kétszeres Grammy-díjas amerikai énekes, zeneszerző.

## Élete és pályafutása
Sikereit szólóénekesként érte el, rockballadák előadásával. Első kislemezét 15 éves korában vette fel. Az 1970-es évek végén még eredeti nevén lépett fel a Black Jack nevű heavy metal együttessel, Michael Bolton néven 1983 óta jelenik meg. Az 1987-es év hozta meg számára a belföldi, az 1988-as a külföldi áttörést. Több hírességgel lépett fel együtt (például Plácido Domingo, Luciano Pavarotti, Renée Fleming, Patti Labelle, Ray Charles, Percy Sledge, Wynonna Judd,  B. B. King, Lara Fabian és David Foster).
A legnagyobb sikere a How Am I Supposed To Live Without You és a When A Man Loves A Woman remake-ja voltak, mindkettővel első helyre került az amerikai toplistán. 1997-ben ő énekelte a "Herkules" című Disney-film Oscar-díjra jelölt főcímdalát.
Dalszerzőként is nevezetes, írt például dalokat Barbra Streisand, a Kiss együttes, Kenny Rogers, Kenny G., Cher, Bonnie Tyler, Peabo Bryson és Patti Labelle számára. Társszerzőként együtt dolgozott Bob Dylannel, Baby Face-szel, Desmond Childal és Diane Warrennel.
1991-ben jelent meg a szintén nagy sikerű Love is a wonderful thing, amelyet saját állítása szerint Andrew Goldmarkkal közösen komponált. Az Isley Brothers azonban 1992-ben plágiummal vádolta Boltont, azt állítva, hogy a dal szerzői joga már 1964 óta őket illeti. A per hosszan elhúzódott, míg végül az USA legfelsőbb Bírósága 2001-ben kimondta, hogy Bolton lényeges részeket vett át az Isley Brothers művéből, megsértve ezzel a szerzői jogaikat. Boltont és kiadóját 5,4 millió dollár kártérítés fizetésére kötelezték.

## Lemezei
- Only A Woman Like You (2002)
- Bolton Swings Sinatra (2006)

## Díjai
- Grammy-díj (1990 és 1992)